# Parc national Mechtchiorski
Ne doit pas être confondu avec Parc national Mechtchiora.
Le parc national Mechtchiorski (en russe : Национальный парк « Мещерский », Natsionalny park « Mechtchiorski ») est un parc national russe du nord de l'oblast de Riazan, à environ 120 km à l'est de Moscou. Il couvre de vastes zones humides (marais, tourbières, rivières et lacs) et des forêts de pins et de bouleaux dans la région de la Mechtchera, située dans la plaine d'Europe orientale. Créé en 1992, il s'étend sur 66 km2. L'habitat des zones humides offre une biodiversité animale et végétale extrêmement riche. Le parc protège un tronçon de la rivière Pra (en), le lac Beloïé (en) (« lac Blanc »), et les zones humides et les forêts associées. Environ 54 % du territoire du parc est utilisé et géré à des fins agricoles par les communautés locales. 
Le parc national Mechtchiorski forme une partie du site Ramsar dit des « plaines inondables des rivières Oka et Pra », classé zone humide d'importance internationale en vertu de la convention de Ramsar. 
Le parc national Mechtchiorski (Мещёрский) ne doit pas être confondu avec le parc national Mechtchiora (en) (Мещёра) qui se trouve juste au nord, au-dessus de la frontière de l'oblast de Vladimir. Depuis 2015, les deux parcs sont toutefois gérés la même entité, l'Institution gouvernementale du budget fédéral (Федеральное государственное бюджетное учреждение)

## Topographie
Le parc national Mechtchiorski est situé dans une ancienne vallée alluviale formée au quaternaire par le recul des glaciers de l'Oka et du Dniepr (et du glacier de Moscou à l'extrémité nord-ouest du parc), laissant dans leur sillage des dépôts fluvio-glaciaires. Le bassin versant de la rivière Pra (en) inclut de petites rivières (dont le Bouj et le Pol), des ruisseaux, et une chaîne de 48 km de lacs reliés par des canaux. Les lacs sont peu profonds (moins de 1,1 mètre à marée basse) et présentent des rives marécageuses. Les plus grands lacs sont le lac Vélikoïé, qui a une surface de 20,7 km2, le lac Doubovoïé (12,2 km2) et le lac Martynovo (2,46 km2). Au confluent des rivières Pra et Oka se trouve une plaine inondable large de 10 km. 
L'altitude du parc varie entre 80 et 120 m, soit une différence de 40 m seulement. Les zones humides sont inondées au printemps, puis voient leur niveau d'eau baisser durant les sécheresses estivales. Comme pour la plupart des parcs nationaux de Russie, le territoire du parc Mechtchiorski est divisé en plusieurs zones correspondant à différents usages et niveaux de protection : 
- Zone de protection stricte : 20,1 milliers d'hectares (19,8 % de la surface du parc)
- Régénération écologique : 50,8 milliers d'hectares (49,3 %)
- Activités économiques traditionnelles : 29,4 milliers d'hectares (28,6 %)
- Usages récréatifs et services aux visiteurs : 2,7 milliers d'hectares (2,6 %) [6]

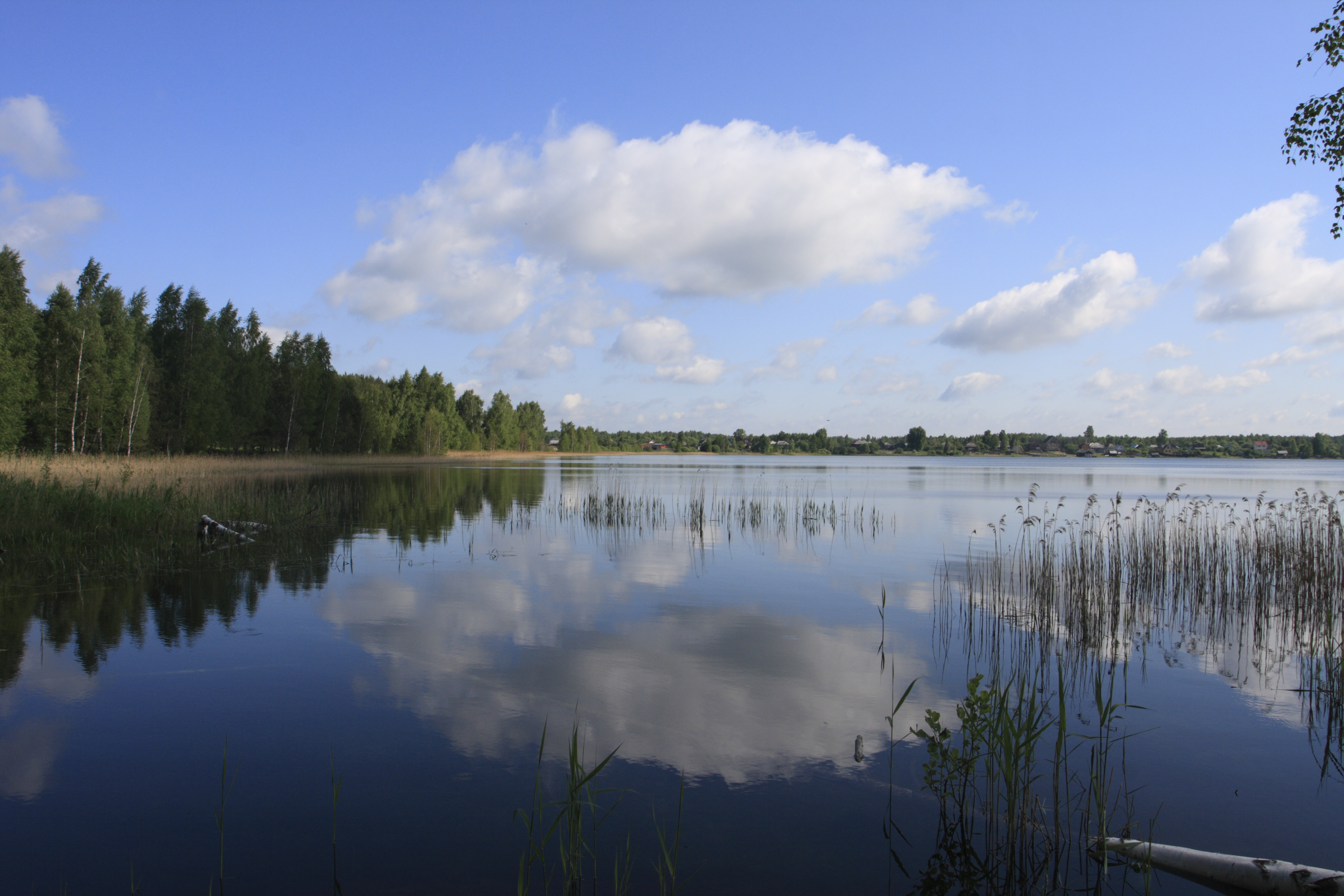
Lac Beloïé (en) (« lac Blanc »), nord de l'oblast de Riazan.
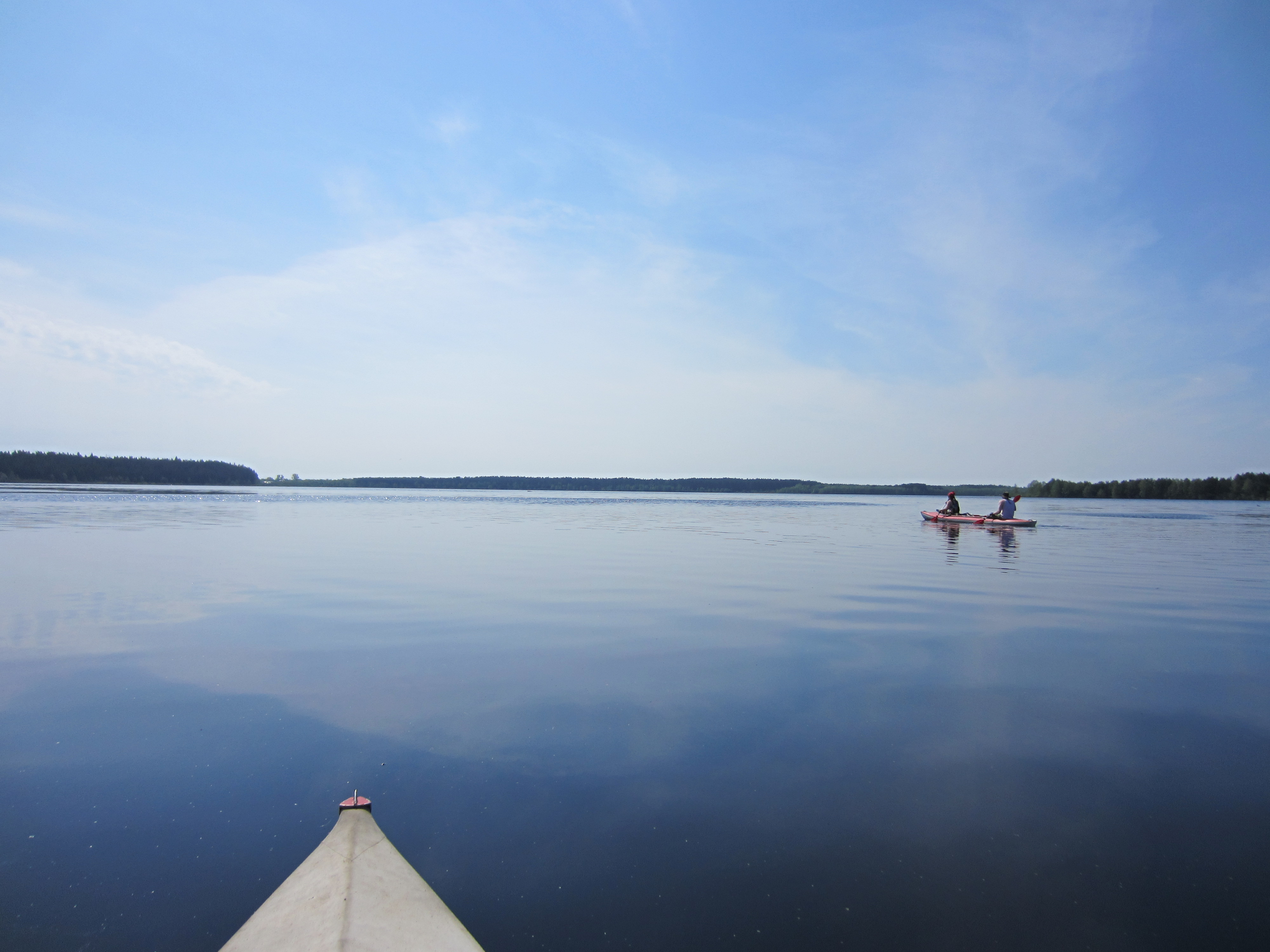
Lac Sokorevo, sur la rivière Pra (en).
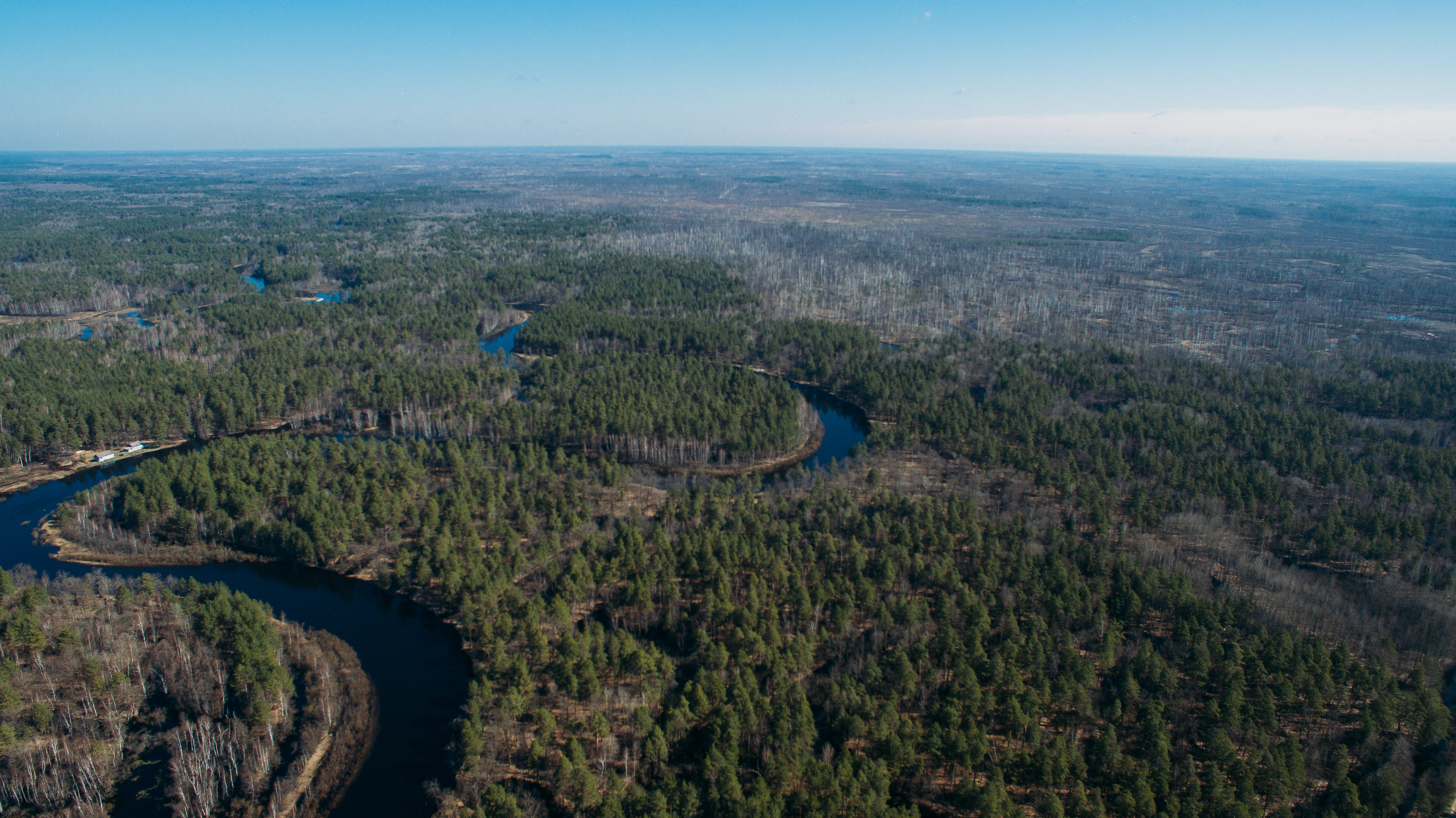
Vue aérienne d'une partie du parc.

## Plantes
Dans les zones boisées, les sols sablonneux sont dominées par le pin. Sur les sols moins sablonneux, les principales essences sont le bouleau, le tremble, l'aulne et l'épinette. À mesure que les sols cessent d'être cultivés, des prairies couvertes de carex et éventuellement de forêts secondaires se développent. Les scientifiques ont identifié 866 espèces de plantes vasculaires dans le parc, dont 47 sont classées comme vulnérables. 

## Animaux
Comme le parc se trouve à la lisière sud de la taïga, on y observe de grands mammifères comme l'élan, le sanglier, et plus récemment l'ours brun le long des lisières des forêts. Les populations de castor (genre)s croissent rapidement, de même que celles de rats musqués, dans les lacs et les canaux. Au printemps, les oiseaux migrateurs arrivent en grand nombre, notamment les oies et les canards, et des échassiers fréquentent les marais. De nombreux poissons du réseau de la rivière Oka, dont la perche, le brochet, le chevesne, la brème ou le gardon, gagnent les lacs à travers le parc. Parmi les animaux vulnérables, on compte aussi la chauve-souris Nyctalus lasiopterus, ou grande noctule. 

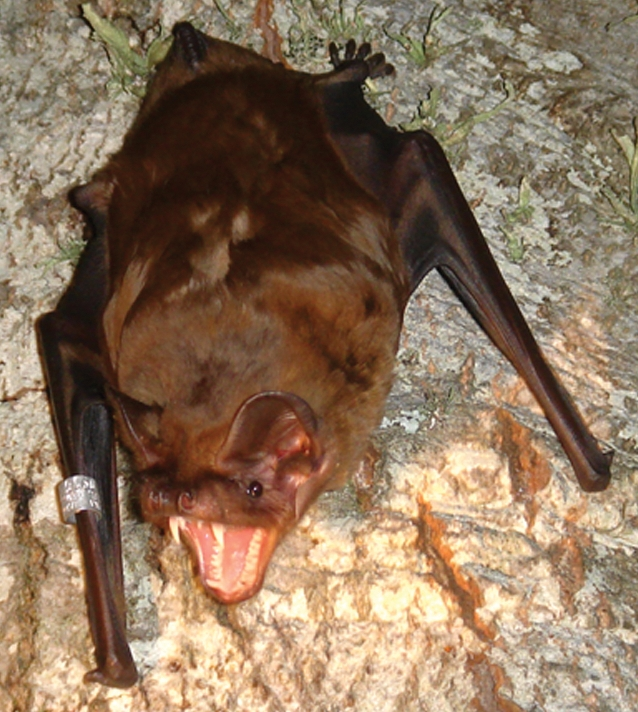
Grande noctule (espèce quasi menacée).

## Histoire
Le peintre russe Abram Arkhipov, qui vivait dans un village de la région, a souvent peint la vie paysanne locale à la fin des années 1800. L'écrivain soviétique russe Constantin Paoustovski vivait également dans la région, écrivant sur l'environnement naturel de Mechtchiorski. 
Les incendies de forêt et les feux de tourbe sont un danger récurrent pour le parc. De nombreuses zones sont assez sèches pendant l'été, et les tourbières — faites de tourbe, un combustible naturel — brûlent facilement. Pour y remédier, les services du parc augmentent les niveaux d'eau et se dotent d'équipements et de techniques modernes de lutte contre les incendies. Le rapport russe sur les zones humides Ramsar a noté en 2015 que « le parc national Mechtchiorski (voisin du site Ramsar des plaines inondables des rivières Oka et Pra) met en œuvre un programme de restauration des tourbières à long terme depuis 2003. Plus de 6 000 ha de tourbières dégradées ont été réhabilitées en 2015 ». 

## Tourisme
Le parc est très populaire pour les loisirs de plein air — randonnée, vélo, camping, canotage, pêche, récolte de baies et de champignons, etc. Le parc met fortement l'accent sur l'éducation écologique, avec des camps pour enfants, des festivals et une participation scientifique. 

## Voir également
- Liste des parcs nationaux de Russie
- Incendies de forêt en Russie en 2010